# Карри, Локлин
Локлин Бернард Карри (англ. Lauchlin Bernard Currie; 8 октября 1902, Новая Шотландия, Канада — 23 декабря 1993, Богота, Колумбия) — американский и колумбийский экономист канадского происхождения. Экономический советник президента США Ф. Рузвельта в годы Второй мировой войны. Согласно данным проекта «Венона» контрразведки США Карри являлся источником советской разведки.

## Биография
Родился 8 октября 1902 году в Канаде, в провинции Новая Шотландия. В 1922, после двух лет обучения в Университете святого Франциска Ксаверия, поступил в Лондонскую школу экономики. После её окончания в 1925 году продолжил образование в Гарвардском университете, где в 1931 защитил докторскую диссертацию по банковской теории (научный руководитель Джон Г. Уильямс) и получил должность преподавателя экономики. Во время учёбы большое влияние на него оказал Эллин Эббот Янг. В Гарварде Карри подружился с Гарри Декстером Уайтом.

### Деятель «Нового курса»
В 1934 году Карри (получивший гражданство США) и Уайт были приняты на работу в Министерство финансов по предложению работавшего там профессора Чикагского университета Джейкоба Вайнера.
В начале ноября 1934 года высокопоставленный сотрудник Министерства финансов Марринер Экклз представил в Белый дом написанный им при содействии Карри план изменения законодательства о ФРС, направленный на то, чтобы все важнейшие решения принимал Совет управляющих Федеральной резервной системы. Предлагалось передать Совету управляющих полный контроль над действиями Федерального комитета по операциям на открытом рынке, состоящего из 12 управляющих частных федеральных резервных банков. Через несколько дней Рузвельт назначил Экклза председателем ФРС. Экклз взял Карри с собой в качестве личного помощника. Проект Закона о банках, воплощавший программу Экклза — Карри, был внесён на рассмотрение Конгресса и в августе 1935 принят.
В исследованиях, которые Карри проводил в середине 30-х годов, он пришёл к выводу о возможности равновесия при неполной занятости и о том, что государственные расходы способны сдвинуть точку равновесия к положению полной занятости. После публикации «Общей теории занятости, процента и денег» Дж. М. Кейнса стал кейнсианцем.
В июле 1939 года Карри был назначен личным советником президента Рузвельта по вопросам экономики. На этом посту, который он занимал до смерти Рузвельта, продолжал настаивать на необходимости увеличения государственных расходов, — мер, в поддержку которых он вместе с Экклзом выступал в период работы в Федеральной резервной системе. Карри влиял на назначения в экономических ведомостях, способствуя продвижению сторонников кейнсианских взглядов.
В январе 1941 года Рузвельт по просьбе гоминьдановского правительства направил Карри в Чунцин для всестороннего изучения политического, экономического и военного положения Китая. Карри провёл переговоры с Чан Кайши и Чжоу Эньлаем и по возвращении в марте начал активно настаивать на оказании помощи Китаю, включении его в программу ленд-лиза. Заместитель главы Внешнеэкономического управления в 1943—1945, был фактическим управляющим программы ленд-лиза.
После смерти Рузвельта Карри покинул Белый дом и стал членом правления Совета по итальянско-американским делам, созданного для поддержки правительства Италии в его усилиях по послевоенному экономическому и политическому восстановлению.
В 1948 году американская гражданка Элизабет Бентли рассказала Комиссии по расследованию антиамериканской деятельности, что во время войны она занималась шпионажем в пользу СССР. В своих показаниях она заявила, что в течение многих лет, вплоть до 1945 года, экономист Натан Сильвермастер руководил организованной им в Вашингтоне группой шпионов, среди которых были названы Локлин Карри и Гарри Уайт. Связи Уайта и Карри с Сильвермастером были косвенными. Оба дали показания 13 августа 1948 года, Карри сумел защитить себя и вернуться к своей работе.

### В Колумбии
В апреле 1949 принял предложение возглавить миссию Всемирного банка (ВБ), направляемую в Колумбию. Работа миссии продолжалась с 10 июля до 5 ноября 1949 года. Карри был занят подготовкой доклада с ноября 1949 до лета 1950 года, когда этот документ был опубликован и представлен правительству и общественности Колумбии. Этим завершилась первая фаза нового курса, который ВБ начал проводить по отношению к странам-членам, желавшим установить с ним долгосрочное сотрудничество, доклад миссии Карри являлся первым такого рода документом в истории ВБ.
Карри убедил правительство Колумбии создать независимую комиссию для изучения доклада миссии, разработки планов действий и определения инвестиционных приоритетов. Этот орган, получивший название «Комитет экономического развития», был учреждён 28 сентября 1950 года, и Карри, служба которого в ВБ завершилась, был принят на работу в Комитет экономического развития в качестве консультанта. Затем работал консультантом Национального совета по планированию.
13 июня 1953 года генерал Рохас Пинилья совершил государственный переворот, приведший к отставке государственных деятелей, с которыми сотрудничал Карри. Внутри Совета по планированию обострились личностные отношения с американским экономистом Альбертом Хиршманом, получившим статус главного советника. Вследствие этих причин в феврале 1954 года Карри завершил работу в качестве консультанта Совета и занялся хозяйством на своей ферме в 50 километрах от Боготы.
В 1953 году женился на колумбийке Эльвире Виснер. В 1954 году, как гражданин США, пытался продлить свой паспорт, но ему было отказано, под официальным предлогом, что он в настоящее время живёт за границей и женился на колумбийке. В 1958 году получил колумбийское гражданство. Преподавал в Национальном университете Колумбии, где стал деканом факультета экономики, и в Андском университете.
Привлекался к консультированию колумбийского правительства до конца жизни.
На конференции в Панаме в 1975 году Карри так сформулировал свой взгляд на экономику:

Хотя я с глубоким уважением отношусь к могуществу экономических стимулов и эффективности децентрализованного процесса принятия решений, я, тем не менее остаюсь неисправимым сторонником планирования […]. «Невидимая рука» превратилась в две руки, одна из которых действует более или менее незаметно посредством экономических стимулов, а вторая, более заметная, осуществляет национальную экономическую политику. В результате возникает смешанная стратегия, трудно поддающаяся классификации.

## Сочинения
- The Supply and Control of Money in the United States. 1934. Harvard Univ. Press.